# Dépôt du Charolais
Le dépôt du Charolais est un ancien dépôt de locomotives de la  Compagnie des chemins de fer de Paris à Lyon et à la Méditerranée puis de la SNCF à partir de 1938 qui était situé à proximité de la gare de Paris-Lyon.

## Emplacement
Le dépôt était situé entre la rue du Charolais et les voies de la ligne de Paris à Lyon sur un terrain limité à l’est par le boulevard de Bercy, à l’ouest par la rue de Rambouillet.

## Histoire
Un premier dépôt pouvant abriter 50 locomotives est créé en 1849, dès l'ouverture du premier tronçon de la ligne de Paris à Lyon, entre la voie ferrée, le tronçon de l'enceinte des Fermiers généraux au sud entre les barrières de Charenton et de Bercy et le chemin de ronde de l'octroi. Il comprenait une demi-rotonde de 47 mètres de diamètre et une rotonde couverte de 51 mètres de diamètre.
Le dépôt est agrandi en 1866 avec la construction d'une nouvelle rotonde, la rotonde Sud dans l’angle entre le boulevard de Bercy sur le tracé de l'ancienne enceinte des Fermiers généraux et la rue du Charolais, créée au nord-est du chemin de l'octroi supprimé car devenu inutile depuis le déplacement de l'octroi de cette enceinte à l'enceinte de Thiers à la suite de l'agrandissement de Paris en 1860.
Le dépôt est encore agrandi en 1883 avec une deuxième rotonde, la rotonde Centre, reconstruite en 1907. Une troisième rotonde, la rotonde Nord, de 20 voies, dont 14 couvertes, est construite en 1925 en même temps que les bâtiments des messageries transférés de leur ancien emplacement à côté de la gare de Lyon pour un agrandissement de cette gare par huit nouvelles voies, inauguré en 1927, sur un nouveau site entre le dépôt et la rue de Charolais. Le dépôt était consacré aux locomotives de trains de voyageurs, particulièrement les machines remorquant les grands express. En 1907, 140 locomotives étaient rattachées au dépôt, nombre porté à 165 en 1930.
Son déclin s'amorce avec l'électrification de la ligne Paris-Lyon en 1952. Il devient en 1968 un dépôt relais Paris Sud Est, le gros entretien et les réparations étant assurés par le dépôt de Villeneuve-Saint-Georges. La rotonde Sud est détruite en 1969, la rotonde Centre en 1989, la rotonde Nord en 2002 et le bâtiment du corps de garde surmonté d’un clocheton en 2004.
Le dépôt relais ferme définitivement en 2016.

Dépôt et ateliers du Charolais
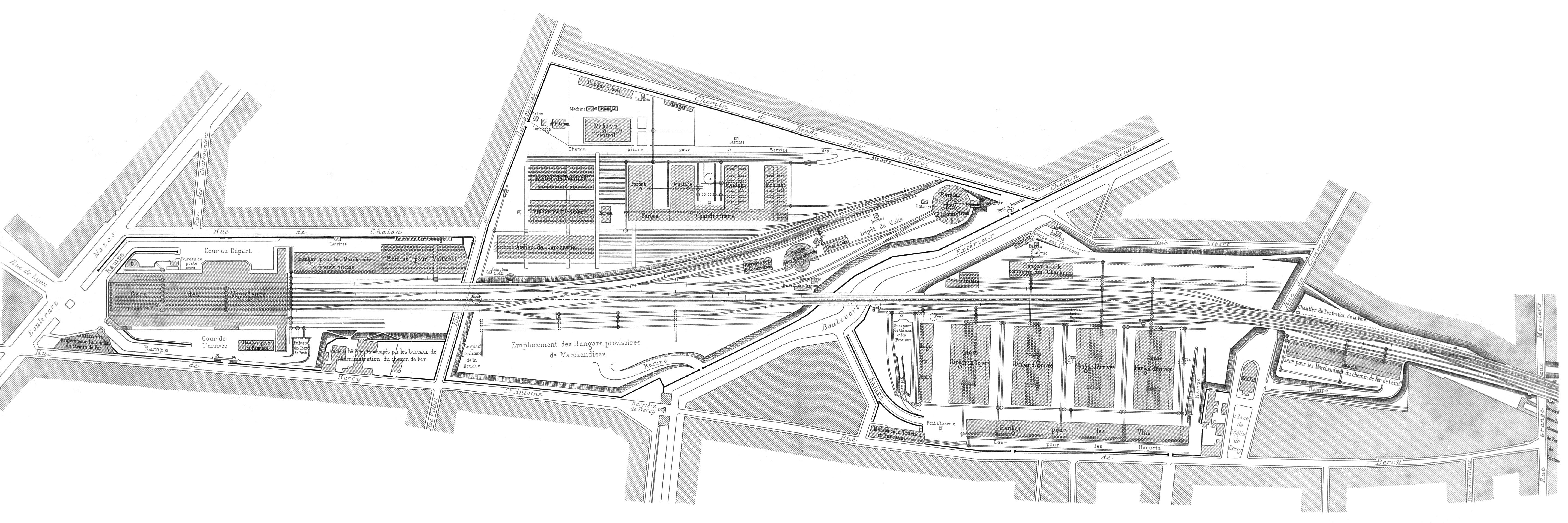
Gare de Paris-Lyon, ateliers et dépôt en 1859.
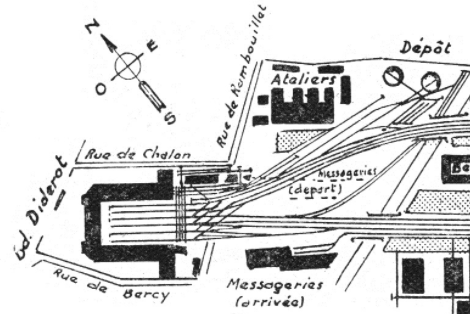
Plan de la gare de Lyon, du dépôt et des ateliers du Charolais en 1904.
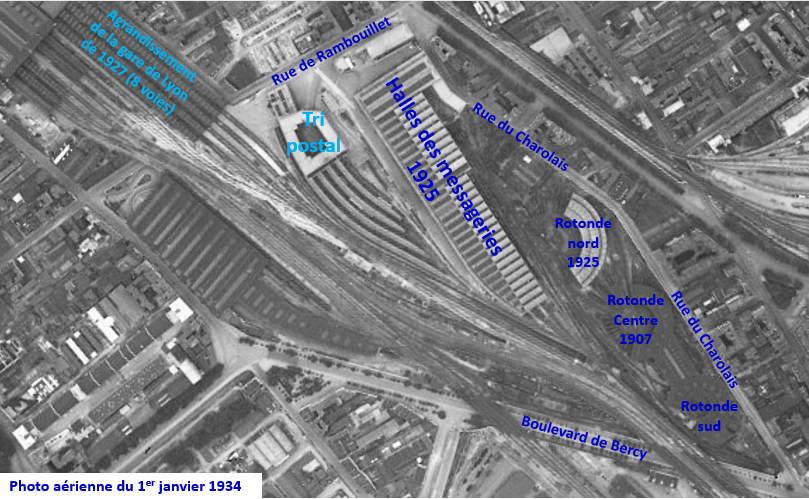
Photo aérienne du dépôt de Charolais et des halles de messageries en1934.

## Après le dépôt
Des immeubles ont été construits dans les années 1970 à l’emplacement de la rotonde sud. La ZAC Charolais-Rotonde, longée au sud-ouest par la rue Jorge-Semprún, est aménagée de 2010 à 2017 à l’emplacement des anciennes rotondes Nord et Centre. Au sud de la rue Jorge-Semprun, un nouveau quartier est en cours d’aménagement en 2024 à l’emplacement des halles des messageries de 1925.